# Джанфранко Бранкатели
Джанфранко Бранкатели (на италиански: Gianfranco Brancatelli) е бивш пилот от Формула 1. Роден на 18 януари 1950 г. в Торино, Италия.

## Формула 1
Джанфранко Бранкатели прави своя дебют във Формула 1 в Голямата награда на Испания през 1979 г. В световния шампионат записва 3 състезания като не успява да спечели точки, състезава се с Каухзен и Мерцарио.